# Cantón de Brunoy
El cantón de Brunoy era una división administrativa francesa, que estaba situada en el departamento de Essonne y la región de Isla de Francia.

## Composición
El cantón estaba formado por la comuna que le daba su nombre:
- Brunoy

## Supresión del cantón de Brunoy
En aplicación del Decreto n.º 2014-230 de 24 de febrero de 2014, el cantón de Brunoy fue suprimido el 22 de marzo de 2015, y una fracción de su comuna pasó a formar parte del nuevo cantón de Épinay-sous-Sénart, y la otra fracción pasó a formar parte del nuevo cantón de Yerres.